# Abderrazak Kilani
Abderrazak Kilani (arabe : عبد الرزاق الكيلاني), né le 25 juin 1954 à Tunis, est un avocat tunisien, bâtonnier de l'Ordre national des avocats de Tunisie puis membre du gouvernement Jebali en qualité de ministre délégué auprès du Premier ministre, chargé des Relations avec l'Assemblée nationale constituante, entre 2011 et 2013.
En 2013-2014, il est ambassadeur, représentant permanent de la Tunisie auprès de l'Office des Nations unies à Genève.

## Biographie
Fils d'un commerçant et agriculteur, Kilani grandit à Gabès. En 1978, il suit des études supérieures en droit privé et droit judiciaire[Quoi ?] à l'université de Grenoble[Laquelle ?], puis des études spécialisées en droit des assurances à l'université de Lyon. En 1990, il est élu président de l'Association tunisienne des jeunes avocats et, deux ans plus tard, fonde l'Union du Maghreb arabe des jeunes avocats.
À New York en 1992, sur invitation de Me Ramsey Clark, il est juge dans le procès des crimes de guerre et crimes contre l'humanité commis par le gouvernement de George Bush lors de la Seconde guerre du Golfe. Membre élu du Conseil de l'Ordre national des avocats de Tunisie de 1998 à 2007, puis président de sa section régionale de Tunis, il est élu en 2010 comme bâtonnier de l'ordre national. 
Kilani est aux premières loges de la révolution tunisienne qui mène à la chute du président Zine el-Abidine Ben Ali, le 14 janvier 2011, après plus d'un mois de manifestations. Kilani participe à la manifestation des avocats à Tunis et somme le président, lors d'une conversation téléphonique historique, de cesser le carnage et de faire intervenir l'armée afin de protéger les manifestants des policiers.
Le lendemain, Ben Ali quitte le pays et fuit en Arabie saoudite, son armée refusant de le suivre. En 2011, Kilani obtient la médaille d'honneur du barreau de Madrid, puis fonde et préside l'observatoire des élections Chahed. En novembre 2011, il obtient le prix international des droits de l'homme Ludovic-Trarieux décerné par le Conseil des barreaux européens, en sa qualité de bâtonnier. Le 24 décembre 2011, il est désigné ministre délégué auprès du Premier ministre, chargé des Relations avec l'Assemblée nationale constituante au sein du gouvernement tunisien et se désiste alors de son poste de bâtonnier. En janvier 2012, Kilani préside le 23e concours international de plaidoiries pour les droits de l'homme au Mémorial de Caen.
Le 11 octobre 2013, il reçoit ses lettres de créance en tant qu'ambassadeur, représentant permanent de la Tunisie auprès de l'Office des Nations unies à Genève,, poste qu'il occupe durant un an. Il présente le 22 septembre 2014 sa candidature à l'élection présidentielle de 2014 et remporte 0,31 % des voix.
Le 20 octobre 2020, le chef du gouvernement Hichem Mechichi nomme Abderrazak Kilani au poste de président de l'Instance générale des résistants, des martyrs et blessés de la révolution et des opérations terroristes.
Un mandat de dépôt est émis contre lui le 2 mars 2022 par le juge d'instruction du tribunal militaire après une altercation avec des agents de sécurité à l'entrée de l'hôpital Habib-Bougatfa de Bizerte ; Kilani, membre du comité de défense de Noureddine Bhiri, souhaitait rendre visite à son client placé en résidence surveillée et rappelle alors aux agents que les ordres administratifs doivent être légaux. Le 5 mars, le Conseil national des barreaux français annonce avoir saisi le rapporteur spécial des Nations unies sur l'indépendance des juges et des avocats. Le barreau de Paris demande sa libération immédiate le 9 mars et Human Rights Watch dénonce le 14 mars « une nouvelle étape alarmante dans la confiscation des libertés civiques depuis que le président tunisien Kaïs Saïed s'est arrogé des pouvoirs extraordinaires le 25 juillet 2021 ». Amnesty International demande pour sa part sa libération immédiate, l'abandon des charges « dénuées de fondement » et la fin des poursuites de civils devant des tribunaux militaires. Le 21 mars, il est libéré sous conditions mais reste inculpé.
Outre la pratique du droit, Abderrazak Kilani est également président-fondateur de l'Association des anciens étudiants de Grenoble, ancien joueur (1967-1973) et ancien membre du bureau de l'Espérance sportive de Tunis, ainsi que membre fondateur et joueur de l'équipe de football des avocats.

## Vie privée
Ancien membre du bureau de la Fédération tunisienne de tennis, il est le père de trois garçons : son fils ainé Wael est champion de Tunisie de tennis (champion d'Afrique cadet en simple et junior en double) et a étudié le business management à l'université de Floride du Sud ; son plus jeune fils Majed est champion d'Afrique en catégorie cadets ; son troisième fils Farès, vainqueur de la 11e Carthago Cup en juillet 2011, étudie et joue pour l'université Samford aux États-Unis.